# Diversidad sexual en Gibraltar
Los derechos de lesbianas, gays, bisexuales y transgénero (LGBT) han evolucionado significativamente en las últimas décadas en el territorio británico de ultramar de Gibraltar. La actividad sexual entre personas del mismo sexo es legal desde 1993 y la edad de consentimiento se igualó a 16 años en 2012. El Tribunal Supremo de Gibraltar dictaminó en abril de 2013 que las parejas del mismo sexo tienen derecho a adoptar. Las uniones civiles han estado disponibles para parejas del mismo sexo y de sexo opuesto desde marzo de 2014, y en octubre de 2016, Gibraltar votó a favor de legalizar el matrimonio entre personas del mismo sexo con la Ley de Enmienda del Matrimonio Civil de 2016 aprobada por unanimidad en el Parlamento. La ley recibió la aprobación real el 1 de noviembre y entró en vigor el 15 de diciembre de 2016.

## Legalidad de la actividad sexual entre personas del mismo sexo
En Gibraltar, la edad de consentimiento para toda actividad sexual, independientemente de la sexualidad y/o el género, se igualó a los 16 años en abril de 2011, cuando, por orden del Tribunal Supremo, se determinó que la ley anterior, según la cual la edad de consentimiento para los hombres homosexuales era 18 años, es inconstitucional. El sexo anal heterosexual se despenalizó al mismo tiempo y la edad de consentimiento se fijó en 16 años. La conducta sexual masculina homosexual se despenalizó en febrero de 1993, cuando fue promulgada la Ley de Enmienda de Ofensas Criminales.
La campaña política previa a las elecciones de 2007 fue destacada, con la organización de derechos de igualdad Gib Gay Rights (GGR), encabezada por el activista de derechos humanos Félix Álvarez, desafiando abiertamente al ministro principal en ejercicio, Peter Caruana, por más derechos en Gibraltar para gays y lesbianas.
Se han llevado a cabo intensas campañas sobre la cuestión de la igualdad de edad de consentimiento en 16 años. Las cuestiones se plantearon en la investigación del Comité de Asuntos Exteriores sobre los territorios de ultramar en 2008, donde concluyeron:

Recomendamos que el Gobierno adopte medidas para garantizar que la discriminación por motivos de orientación sexual o condición de género sea ilegal en todos los territorios de ultramar.

El 18 de mayo de 2009, el Parlamento de Gibraltar rechazó un proyecto de ley de un miembro privado, propuesto por el ministro de Justicia, para igualar la edad de consentimiento. La oposición —compuesta por los partidos GSLP y Liberal— se opuso por razones técnicas debido a la forma en que estaba redactado el proyecto de ley. Los diputados del gobierno pudieron votar libremente sobre el proyecto de ley. Fue rechazado, ya que los parlamentarios del gobierno estaban divididos sobre su aprobación y todos los miembros de la oposición votaron en contra. La influyente Asociación de Mujeres de Gibraltar (GWA) también pidió que la edad de consentimiento se estableciera en 18 años.
El 1 de octubre de 2009, una nueva legislación propuesta permitiría al Gobierno de Gibraltar pedir al Tribunal Supremo que comprobara si las leyes existentes o los proyectos de ley son compatibles con la Constitución. Esto proporcionaría un mecanismo simplificado y diseñado específicamente para abordar cuestiones polémicas como la edad de consentimiento. En marzo de 2010, solicitó una opinión del Tribunal para ver si la edad desigual de consentimiento constituía discriminación según los principios del Consejo Europeo.
El 1 de abril de 2010, el Secretario de Estado para Relaciones Exteriores y de la Mancomunidad, David Miliband, señaló que si un territorio británico de ultramar no está dispuesto a cumplir con "obligaciones internacionales", como igualar la edad de consentimiento, puede imponerlo mediante una Orden del Consejo.
El 8 de abril de 2011, la Corte Suprema de Gibraltar dictaminó que una edad de consentimiento más alta de 18 años para el sexo gay era inconstitucional y, por lo tanto, ordenó una edad de consentimiento igual de 16 años, al mismo tiempo que despenalizaba el sexo anal heterosexual.
En agosto de 2011, se aprobó la Ley de Delitos de 2011, neutral en cuanto al género, que fija la misma edad de consentimiento en 16 años, independientemente de la orientación sexual, y refleja la reciente decisión de la Corte Suprema en la ley estatutaria. La ley entró en vigor el 23 de noviembre de 2012.

## Reconocimiento de las relaciones entre personas del mismo sexo

### Uniones civiles
En marzo de 2014, el Parlamento aprobó una ley de unión civil que otorga a las parejas del mismo sexo la mayoría de los derechos del matrimonio, incluida la adopción de niños por parte de parejas civiles, según lo dispuesto por el fallo judicial de 2013.

### Matrimonio
El matrimonio entre personas del mismo sexo se convirtió en un tema de interés para el gobierno después de su reelección en 2015. En diciembre de 2015 se publicó un documento de comando a tal efecto y se llevó a cabo una consulta pública, aunque no se descartaron conversaciones sobre un posible referéndum sobre el tema. El líder del partido opositor Socialdemócratas de Gibraltar anunció su apoyo al matrimonio entre personas del mismo sexo en enero de 2016, días antes de que el gobierno descartara un referéndum. En marzo de 2016 se creó un comité interministerial para escuchar las preocupaciones de las partes interesadas y se recibieron más de 3400 respuestas al debate. El gobierno publicó un proyecto de ley para legalizar el matrimonio entre personas del mismo sexo en agosto de 2016.
El 26 de octubre de 2016, el Parlamento de Gibraltar aprobó la Ley de Enmienda sobre el Matrimonio Civil de 2016 con el apoyo unánime de los 15 miembros presentes durante la votación. El proyecto de ley recibió la aprobación real el 1 de noviembre y entró en vigor el 15 de diciembre de 2016. El primer matrimonio entre personas del mismo sexo legalmente reconocido en Gibraltar tuvo lugar al día siguiente.

## Adopción, gestación subrogada y planificación familiar
El 10 de abril de 2013, el Tribunal Supremo dictaminó que el artículo 5 (2) de la Ley de Adopción de 1951 violaba la Constitución de Gibraltar, por lo que, de hecho, legalizaba de jure la adopción LGBT en Gibraltar. El gobierno anunció que planeaba modificar la ley lo antes posible y que la Agencia de Atención tomaría las medidas adecuadas para permitir la adopción a parejas del mismo sexo. El gobierno lo hizo al año siguiente como parte de su ley de unión civil.
En junio de 2017, la Autoridad Sanitaria de Gibraltar aprobó una enmienda a su política de fertilización in vitro para permitir que las parejas de lesbianas accedan a la tecnología de reproducción asistida.
En febrero de 2021, Gibraltar implementó una ley de gestación subrogada que permite a las personas y parejas, casadas o en unión civil, incapaces de concebir, participar en subrogaciones altruistas y no comerciales. La legislación también prevé el reconocimiento automático de los hijos de parejas del mismo sexo concebidos mediante inseminación artificial.

## Protecciones contra la discriminación
La Constitución de 2006 no menciona la orientación sexual. Las propuestas, hechas públicas a principios de marzo de 2002, omitieron específicamente la referencia directa a la "orientación sexual" como categoría que debía protegerse constitucionalmente. Otras categorías están claramente incluidas.
La Ley de Igualdad de Pportunidades de 2006, que entró en vigor el 1 de marzo de 2007, prohíbe la discriminación en ámbitos como el empleo y el suministro de bienes y servicios por numerosos motivos, incluida la orientación sexual y la "reasignación de género". La "orientación sexual" se define como una "orientación sexual hacia personas del mismo sexo, personas del sexo opuesto o personas del mismo sexo y del sexo opuesto". La "reasignación de género" se define como "un proceso cuyo objetivo es reasignar el sexo de una persona cambiando atributos fisiológicos u otros atributos del sexo".

### Legislación sobre delitos de odio
El 19 de septiembre de 2013, el Parlamento de Gibraltar aprobó un proyecto de ley para modificar la Ley de Delitos de 2011, que tipificaría como delito de odio tanto el odio como el acoso por motivos de orientación sexual, y recibió la aprobación real el 25 de septiembre. La ley entró en vigor el 10 de octubre de 2013.
En julio de 2021, el Ministerio de Justicia de Gibraltar está investigando una propuesta para introducir nuevas leyes "contra la homofobia latente". La medida fue revelada en el Parlamento por el ministro principal, Fabian Picardo, y se produce en el contexto de una "homofobia asquerosa al acecho" en las redes sociales como resultado de iniciativas y eventos para conmemorar el Mes del Orgullo LGBTQIA+ a principios de este año. "El Gobierno no aceptará la continua homofobia que estamos viendo", afirmó Picardo. "Por lo tanto, el Gobierno controlará si puede ser necesario reforzar aún más nuestra legislación para tipificar como delito penal específico denigrar a una persona como resultado de su orientación sexual".